# Фосмањ
Фосмањ (фр. Fossemagne) насеље је и општина у југозападној Француској у региону Аквитанија, у департману Дордоња која припада префектури Периже.
По подацима из 2011. године у општини је живело 602 становника, а густина насељености је износила 27,51 становника/km². Општина се простире на површини од 21,88 km². Налази се на средњој надморској висини од 209 метара (максималној 282 m, а минималној 173 m).

## Демографија
| 1962. | 1968. | 1975. | 1982. | 1990. | 1999. | 2011. |
| ----- | ----- | ----- | ----- | ----- | ----- | ----- |
| 554   | 556   | 505   | 544   | 535   | 528   | 602   |

График промене броја становника у току последњих година